# Rotacional (mecánica cuántica)
Este artículo se refiere al operador del movimiento de rotación, tal como aparece en la mecánica cuántica.

## Rotaciones en mecánica cuántica
Para cada rotación física R, se postula un operador de rotación (rotacional) mecánica cuántica D(R) que denota la rotación de los estados mecánicos cuánticos.
{\displaystyle |\alpha \rangle _{R}=D(R)|\alpha \rangle }
En cuanto a los generadores de rotación,
{\displaystyle D(\mathbf {\hat {n}} ,\phi )=\exp \left(-i\phi {\frac {\mathbf {\hat {n}} \cdot \mathbf {J} }{\hbar }}\right)}
siendo {\displaystyle \mathbf {\hat {n}} } el eje de rotación, y {\displaystyle \mathbf {J} } el momento angular.

## El operador traslación
El operador movimiento de rotación {\displaystyle \,{\mbox{R}}(z,\theta )}, con el primer argumento {\displaystyle \,z} que indica el eje de rotación y el segundo {\displaystyle \,\theta } el ángulo de rotación, puede operar a través del operador traslación {\displaystyle \,{\mbox{T}}(a)} para rotaciones infinitesimales, como se explica a continuación. Por esta razón, primero se muestra cómo el operador de traslación está actuando sobre una partícula en la posición x (la partícula está entonces en el estado {\displaystyle |x\rangle }, de acuerdo con la mecánica cuántica).
Traslación de la partícula en la posición x a la posición x + a: {\displaystyle {\mbox{T}}(a)|x\rangle =|x+a\rangle }
Debido a que una traslación de 0 no cambia la posición de la partícula, entonces (1 indica el operador identidad, que no introduce cambios):
{\displaystyle \,{\mbox{T}}(0)=1}
{\displaystyle \,{\mbox{T}}(a){\mbox{T}}(da)|x\rangle ={\mbox{T}}(a)|x+da\rangle =|x+a+da\rangle ={\mbox{T}}(a+da)|x\rangle \Rightarrow }
{\displaystyle \,{\mbox{T}}(a){\mbox{T}}(da)={\mbox{T}}(a+da)}
El desarrollo de Taylor da:
{\displaystyle \,{\mbox{T}}(da)={\mbox{T}}(0)+{\frac {d{\mbox{T}}(0)}{da}}da+...=1-{\frac {i}{\hbar }}\ p_{x}\ da}
con
{\displaystyle \,p_{x}=i\hbar {\frac {d{\mbox{T}}(0)}{da}}}
De lo que se sigue que:
{\displaystyle \,{\mbox{T}}(a+da)={\mbox{T}}(a){\mbox{T}}(da)={\mbox{T}}(a)\left(1-{\frac {i}{\hbar }}p_{x}da\right)\Rightarrow }
{\displaystyle \,[{\mbox{T}}(a+da)-{\mbox{T}}(a)]/da={\frac {d{\mbox{T}}}{da}}=-{\frac {i}{\hbar }}p_{x}{\mbox{T}}(a)}
Esta es una ecuación diferencial con la solución {\displaystyle \,{\mbox{T}}(a)={\mbox{exp}}\left(-{\frac {i}{\hbar }}p_{x}a\right)}.
Además, supóngase un hamiltoniano {\displaystyle \,H} es independiente de la posición {\displaystyle \,x}. Debido a que el operador de traslación se puede escribir en términos de {\displaystyle \,p_{x}} y {\displaystyle \,[p_{x},H]=0}, se sabe que {\displaystyle \,[H,{\mbox{T}}(a)]=0}. Este resultado significa que se conserva la cantidad de movimiento lineal para el sistema.

## En relación con el momento angular orbital
En la mecánica clásica, se tiene que el momento angular {\displaystyle \,l=r\times p}. Esto es lo mismo en mecánica cuántica, considerando a {\displaystyle \,r} y {\displaystyle \,p} como operadores. Clásicamente, una rotación infinitesimal {\displaystyle \,dt} del vector r = (x, y, z) sobre el eje z a r'= (x', y', z) dejando z sin cambios, puede expresarse mediante las siguientes traslaciones infinitesimales (usando la aproximación de Taylor):
{\displaystyle \,x'=r\cos(t+dt)=x-ydt+...}
{\displaystyle \,y'=r\sin(t+dt)=y+xdt+...}
De lo que se sigue para los estados:
{\displaystyle \,{\mbox{R}}(z,dt)|r\rangle }{\displaystyle ={\mbox{R}}(z,dt)|x,y,z\rangle }{\displaystyle =|x-ydt,y+xdt,z\rangle }{\displaystyle ={\mbox{T}}_{x}(-ydt){\mbox{T}}_{y}(xdt)|x,y,z\rangle }{\displaystyle ={\mbox{T}}_{x}(-ydt){\mbox{T}}_{y}(xdt)|r\rangle }
Y consecuentemente:
{\displaystyle \,{\mbox{R}}(z,dt)={\mbox{T}}_{x}(-ydt){\mbox{T}}_{y}(xdt)}
Usando {\displaystyle \,T_{k}(a)=\exp \left(-{\frac {i}{h}}\ p_{k}\ a\right)} desde arriba con {\displaystyle \,k=x,y} y la expansión de Taylor, obtiene:
{\displaystyle \,{\mbox{R}}(z,dt)=\exp \left[-{\frac {i}{h}}\ (xp_{y}-yp_{x})dt\right]}{\displaystyle =\exp \left(-{\frac {i}{h}}\ l_{z}dt\right)=1-{\frac {i}{h}}l_{z}dt+...}
con lz = x py - y px siendo la componente z del momento angular de acuerdo con el producto vectorial clásico.
Para obtener una rotación para el ángulo {\displaystyle \,t}, se construye la ecuación diferencial siguiente, utilizando la condición {\displaystyle {\mbox{R}}(z,0)=1}:
{\displaystyle \,{\mbox{R}}(z,t+dt)={\mbox{R}}(z,t){\mbox{R}}(z,dt)\Rightarrow }
{\displaystyle \,[{\mbox{R}}(z,t+dt)-{\mbox{R}}(z,t)]/dt=d{\mbox{R}}/dt}{\displaystyle \,={\mbox{R}}(z,t)[{\mbox{R}}(z,dt)-1]/dt}{\displaystyle \,=-{\frac {i}{h}}l_{z}{\mbox{R}}(z,t)\Rightarrow }
{\displaystyle \,{\mbox{R}}(z,t)=\exp \left(-{\frac {i}{h}}\ t\ l_{z}\right)}
Similar al operador de traslación, si se dispone de un hamiltoniano {\displaystyle \,H} que es rotacionalmente simétrico con respecto al eje z, {\displaystyle \,[l_{z},H]=0} implica {\displaystyle \,[{\mbox{R}}(z,t),H]=0}. Este resultado significa que el momento angular se conserva.
Para el momento de giro angular sobre el eje y, simplemente se reemplaza {\displaystyle \,l_{z}} por {\displaystyle \,S_{y}={\frac {h}{2}}\sigma _{y}} y se obtiene el operador de rotación espín {\displaystyle \,{\mbox{D}}(y,t)=\exp \left(-i{\frac {t}{2}}\sigma _{y}\right)}.

## Efecto sobre el operador de giro y estados cuánticos
Los operadores pueden ser representados por matrices. A partir del álgebra lineal se sabe que una cierta matriz {\displaystyle \,A} se puede representar en otra base a través de la transformación
{\displaystyle \,A'=PAP^{-1}}
donde {\displaystyle \,P} es la matriz de transformación base. Los vectores {\displaystyle \,b} y {\displaystyle \,c} son los ejes z en una base y en otra respectivamente, y además son perpendiculares al eje y con un cierto ángulo {\displaystyle \,t} entre ellos. El operador de giro {\displaystyle \,S_{b}} en la primera base puede luego transformarse en el operador de giro {\displaystyle \,S_{c}} de la otra base a través de la siguiente transformación:
{\displaystyle \,S_{c}={\mbox{D}}(y,t)S_{b}{\mbox{D}}^{-1}(y,t)}
De la mecánica cuántica estándar se tienen los resultados conocidos {\displaystyle \,S_{b}|b+\rangle ={\frac {\hbar }{2}}|b+\rangle } y {\displaystyle \,S_{c}|c+\rangle ={\frac {\hbar }{2}}|c+\rangle }, donde {\displaystyle \,|b+\rangle } y {\displaystyle \,|c+\rangle } son los giros superiores en sus bases correspondientes. Entonces, se tiene que:
{\displaystyle \,{\frac {\hbar }{2}}|c+\rangle =S_{c}|c+\rangle ={\mbox{D}}(y,t)S_{b}{\mbox{D}}^{-1}(y,t)|c+\rangle \Rightarrow }
{\displaystyle \,S_{b}{\mbox{D}}^{-1}(y,t)|c+\rangle ={\frac {\hbar }{2}}{\mbox{D}}^{-1}(y,t)|c+\rangle }
La comparación con {\displaystyle \,S_{b}|b+\rangle ={\frac {\hbar }{2}}|b+\rangle } produce {\displaystyle \,|b+\rangle =D^{-1}(y,t)|c+\rangle }.
Esto significa que si el estado {\displaystyle \,|c+\rangle } se gira alrededor del eje y con un ángulo {\displaystyle \,t}, se convierte en el estado {\displaystyle \,|b+\rangle }, un resultado que puede generalizarse a ejes arbitrarios. Este resultado es importante, por ejemplo, en la inecuación de Sakurai Bell.